# Mario Velasco
Mario Andrés Velasco Donoso (Paihuano, 4 de abril de 1979) es un presentador y personalidad de televisión y radio chileno, conocido por haber participado y luego animado el programa juvenil de Chilevisión Yingo. 

## Biografía
El Anfibio vivió su infancia en Montegrande, un pueblo del Valle de Elqui, ubicado en Paihuano, Región de Coquimbo, dónde estudió en la escuela pública G-78 Gabriela Mistral.
Sus abuelos eran anticuarios por lo que el llegó a Santiago a estudiar Historia del Arte en la Universidad Internacional Sek.
En 2007 llega al programa de televisión de Chilevisión Yingo, el cual era conducido por Catalina Palacios y Hotuiti Teao. En 2009 asume la conducción principal junto a Palacios, cargo que dejó a fines de 2011.
Durante principios de 2012, fue el animador del programa Mega, 40 grados, además, animador del programa de dicho canal Secreto a voces  junto a Karla Constant. También fue panelista del matinal de TVN, Buenos días a todos.
Desde abril del 2017, condujo junto a Jessica Abudinen el programa de parejas de Zona Latina No eres tú, soy yo.  Además, en la misma señal fue conductor del matinal Sabores, junto a María Jimena Pereyra y Victoria Walsh. Actualmente conduce el programa de espectáculos Zona de estrellas.
También ha incursionado como youtuber; tiene su canal llamado "La hora del anfibio".

## Vida privada
El 13 de julio de 2011 nació su hija llamada Julieta, la madre es la cantante, conductora y actriz Carolina Mestrovic, quienes terminaron su relación luego de un confuso suceso.

## Televisión
| Año           | Programa             | Rol                      | Canal       |
| ------------- | -------------------- | ------------------------ | ----------- |
| 2007-2011     | Yingo                | Participante / Conductor | Chilevisión |
| 2009          | Fiebre de baile      | Participante             | Chilevisión |
| 2012-2014     | Secreto a voces      | Conductor                | Mega        |
| 2012          | 40 grados            | Conductor                | Mega        |
| 2012          | Morande con compañía | Él mismo / Varios        | Mega        |
| 2016          | Muy buenos días      | Panelista                | TVN         |
| 2017-2020     | No eres tú, soy yo   | Conductor                | Zona Latina |
| 2021-presente | Zona de estrellas    | Conductor                | Zona Latina |